# Беліна (герб)
Белі́на (Билина, Білина, Биліна, Біліна пол. Belina, Beliny, Bilina, Bylina, Byliny) —  шляхетський герб польської, української та білоруської шляхти чеського або польського походження.

## Опис
У блакитному полі три підкови, розташовані трикутником передками всередину, шпильками одна до правої, інша до лівої сторони щита, а третя до його низу. У останню упирається вістрям вниз меч, якого золота рукоятка має вид хреста. Над короною розміщується в золотій броні озброєна мечем рука. Намет блакитний, підбитий золотом. 
Існують варіанти де зображається в нашоломку ворон з піднятими крилами і золотим перснем в дзьбі, в інших же — сова, що сидить на мечі.

## Історія
За Длугошем герб Беліна походить від герба Яструбець. Марцін Кромер предком цієї сім'ї виводив лицаря Желислава часів короля Болеслава Кривоустого. З іншого боку Бартош Папроцький вперше згадує герб під 1199 роком, як власність Ярослава Білини, що був сином Борислава і потомком уже згаданого Желислава. Більшість вчених сьогодні вважають герб Беліну польського походження. Цікаву гіпотезу висуває доктор Францішек Пєкосінський, заявивши, що Беліна (Білина) є пізньою відміною гербу Чевоя, оскільки у найстарішиз редакціях гербовників герб не існує, а з'являється тільки в більш пізніх роботах.
Досить оригінальна легенда про нібито походження роду Беліна представлена 1883 року Адамом Амількаром Косинським (але легенда не підкріплена жодними науковими джерелами): «Сім'я Белін належить до найстаріших чеських родин. Центром їх маєтностей було місто і повіт Беліни. Якийсь час, близько 880 р., рід Белін зумів опанувати високий авторитет у своїй власній країні, коли чехи усунули від влади князя Бор(ж)ивоя Пржемиславовича й запросили на трон Стомира Белінчика (Беліну), якого було вигнано з країни з братом Сухославом до Баварії за бунт проти князя Гостивіта, батька Борживоя. Однак уже через дев'ять місяців він добровільно зрікся трону, оскільки під час війни з прихильниками Борживоя його прихильники були вражені тим, що він не володів їх мовою, яку забув під час довгого перебування у вигнанні в Німеччині. Чеські хроніки додають, що він все ж мав деякі законні права на трон, оскільки був пов'язаний з династією Пржемисловичів, бо його прадід Бівой одружився з Білою, дочкою чеського правителя Крока, яка була сестрою Лібусси, дружини Пржемислава, родоначальника династії Пржемисловичів. Після смерті Стомира Белінчики отримали титул графів, займали високі державні уряди, однак завжди були в опозиції до правлячої династії та часто бунтували, входячи в союз з німецькими цісарями. Розквіт Белінчиків був порушений 1041 року, коли вони були вигнані з Чехії князем Бржетиславом I. Як й інші їх співвітчизники (Одровонжі, Пораї, Равичі) вони знайшли притулок у Польщі. Перший згаданий у Польщі Белінчик був воєвода Желислав, один з найхоробріших лицарів Болеслава III Кривоустого, що 1104 року очолив армію проти князя Ярополка Моравського. Коли в одному з боїв Желислав втратив праву руку, Болеслав дав йому винагороду золотом, а Белінчики розмістили цю руку в своєму гербі. Папроцький каже, що від онуків Желислава приходять всі польські роди герба Білина з відмінами».

## Роди
Бардзеловські, Ба(р)жимовські (Барзимовські), Белеєвські, Белина (Билина, Биліна), Белиновичі (Билиновичі), Бенедиктовичі, Бенюшевичі, Бжезницькі (Березницькі), Бжозовські, Бичковичі, Билін, Богуславські, Бордзиковські, Бордзиловські, Борковські, Борислави, Бориславські, Боржими, Боржимовські, Брвіновські, Бука, Буконти
Вагровські, Вандровські, Вейсс (Вайсс), Велицькі, Венгерські, Венсерські, Верціховські, Верцьоховські, Вольські, Вонґровські, Вонґроські
Галевські, Гарбузи, Голеневські, Голеньовські, Голіяневські, Голяневські, Гродзькі, Гродські, Гроцькі, Грушецькі, Грущенські, Грущинські, Гульчевські
Душа
Желіговські
Завадзькі, Залютинські, Здановські, Здуновські, Зеліговські
Кадлубовські, Каптури, Кендзерські, Кендзе(р)жинські, Кенцерські, Колендовські, Кользани, Колвзани, Конотопські, Кошко, Котковські, Краска, Красько, Крупинські
Лещинські, Ліховські, Лоєвські, Лойовські, Лохновські, Лоховські, Льоховські
Міленцькі, Млинарські, Млоховські, Модзелевські, М'ястковські
Надроські, Нарапінські, Наропінські, Новошинські, Нялецькі
Оконь, Окунь, О(р)жешковські, Оссовські, Островські
Па(р)жневські, Па(р)жньовські, Пирські, Пйотрковичі, Пйотровичі (Петровичі), Пйотровські (Петровські), Подгорецькі, Подгородецькі, Подгурські, Подлєсні (Підлісні), Подорецькі, Поґурецькі, Пожаровські, Поніковські, Поруденські, Порудинські, Порудзінські, Пражмовські, Просковські
Раховські
Садковські, Санґроцькі, Сарбінські, Сатковські, Секуцькі, Семпельборські, Сенкуцькі, Секуць, Скарбинські, Скуп, Скупевські, Скупенські, Скупинські, Ставські, Станєнта, Ста(р)жеховські, Студзінські, Судзінські, Суські
Табульські, Тараневські, Тарановські, Тараповські, Телятицькі, Тенґоборські, Томкевичі
Фаленцькі
Хваленцькі, Хлевинські, Хлевицькі
Чеховські
Шпаковські
Щитницькі
Яворські, Ящултовські

## Різновиди герба

Беліна II
Беліна III
Бедзинський
Телятицькі (Telatycki)
Чевоя (Czewoja)